# Oregon Route 228

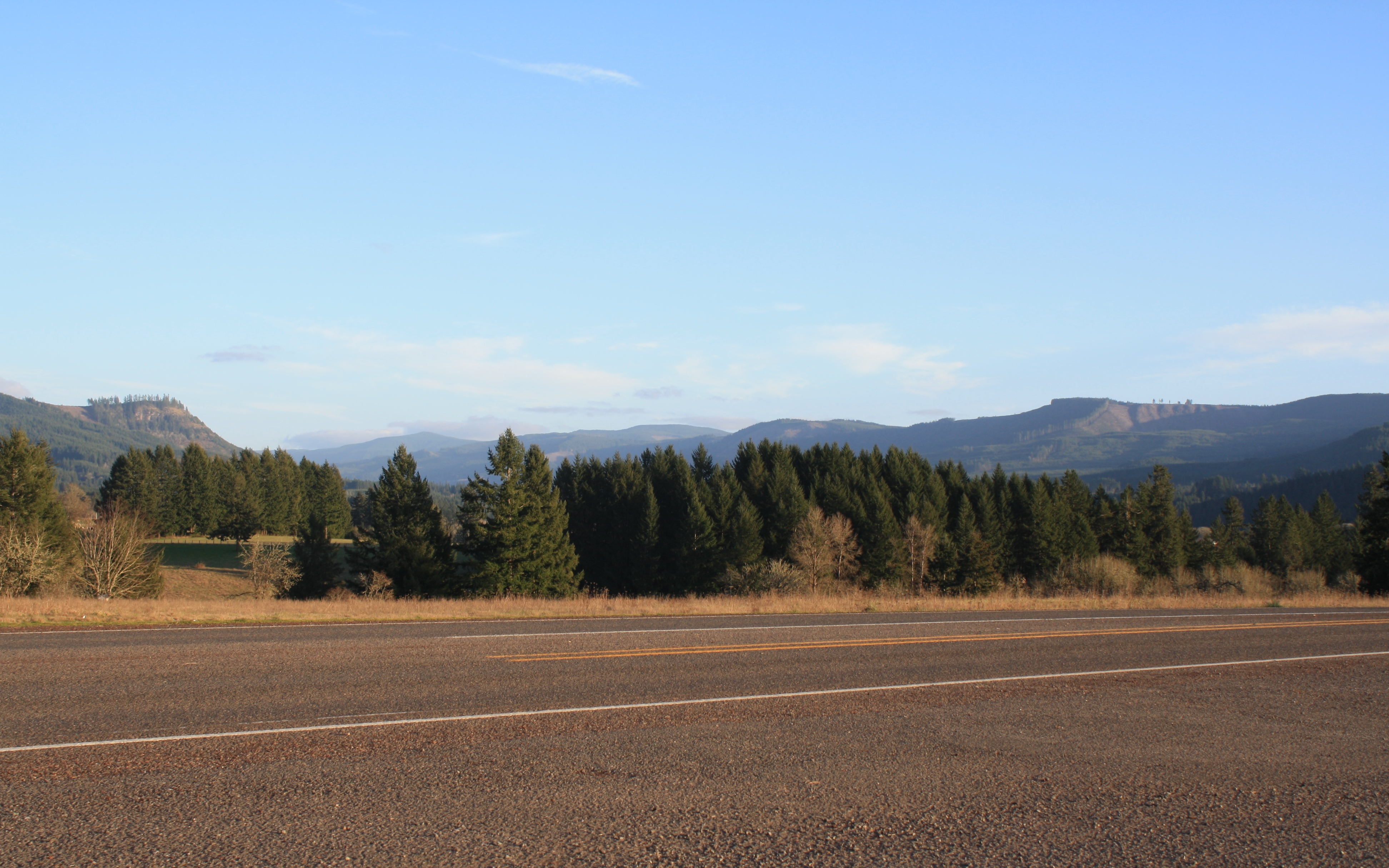
A szakasz Holly közelében

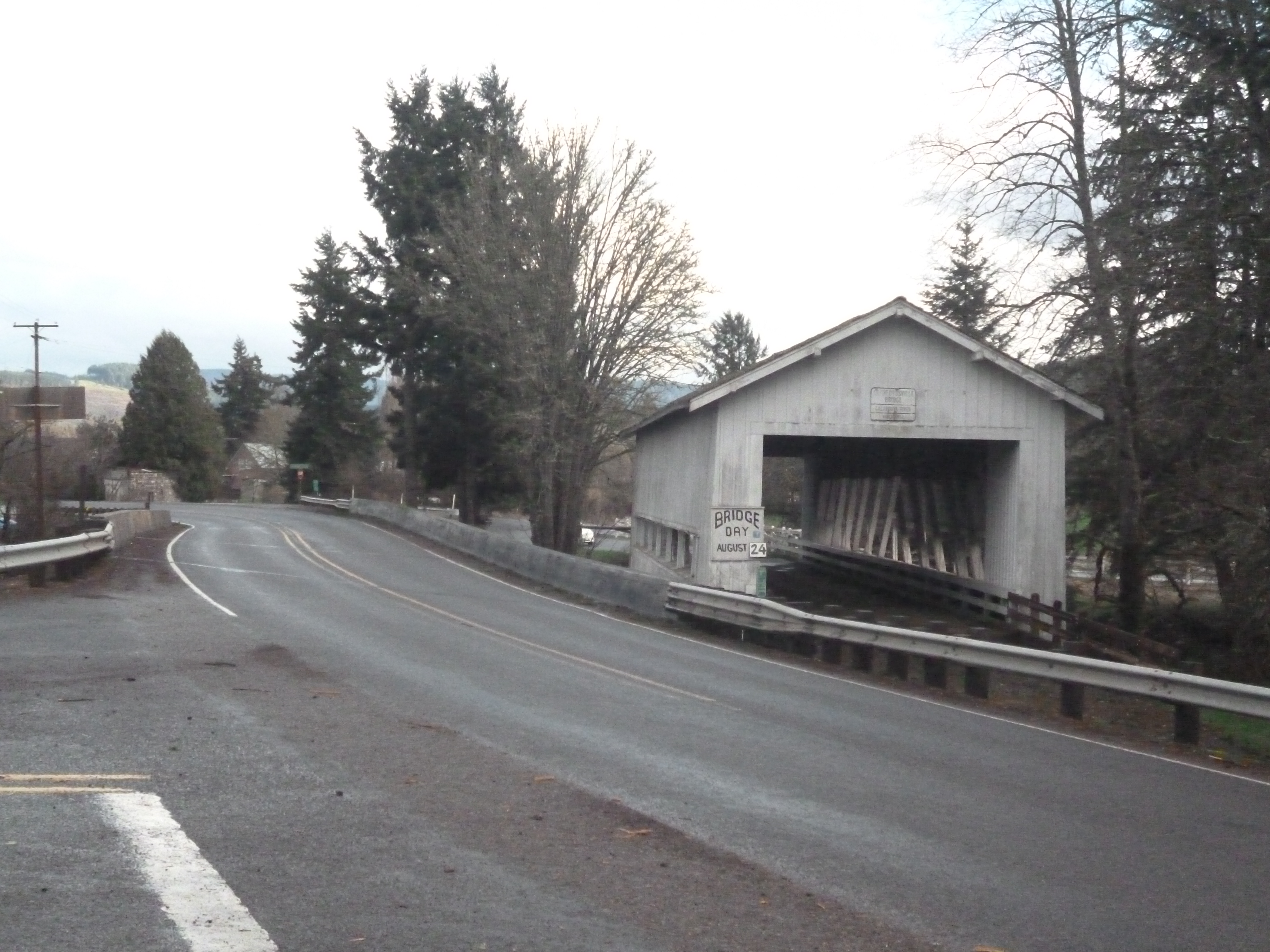
A crawfordsville-i fedett híd

Az Oregon Route 228 (OR-228) egy oregoni állami országút, amely kelet–nyugati irányban az Oregon Route 99E halsey-i csomópontja és a U.S. Route 20 Sweet Home-ban fekvő kereszteződése között halad.
A szakasz Halsey–Sweet Home Highway No. 212 néven is ismert.

## Leírás
A szakasz az OR 99E-ről leágazva kelet felé kezdődik. Miután elhaladt az Interstate 5 felett és a brownsville-i kereszteződés mellett, Crawfordsville-be érkezik, majd Holley után északkeleti irányba fordul, végül Sweet Home-ba megérkezvén a US 20-ba torkollik.